# Dilan Camargo
 Dilan Camargo  (Itaqui, 31 de dezembro de 1948) é um escritor, poeta, letrista e educador brasileiro, com relevante participação no cultura literária e musical do Estado do Rio Grande do Sul. 

Dilan contribuiu, especialmente após a redemocratização do país, na solidificação da Secretaria da Cultura e do Conselho Estadual de Cultura do RS. 
Em junho de 2016, Dilan foi condecorado com a Medalha Simões Lopes Neto, por sua excepcional atuação no campo das artes. A condecoração é concedida pelo governo gaúcho a personalidades que se destacaram em atividades culturais no Estado do Rio Grande do Sul.

## Formação acadêmica
Dilan graduou-se em Ciências Jurídicas e Sociais em 1972, pela Universidade Federal de Santa Maria (UFSM). Obteve o título de mestre em Ciência Política em 1983, pela Universidade Federal do Rio Grande do Sul (UFRGS).

## Biografia
Nascido em Itaqui, Dilan passou a infância e juventude em Uruguaiana, na fronteira com a Argentina. Reside atualmente entre Porto Alegre e Igrejinha.
Começou a trabalhar já na adolescência. Foi vendedor ambulante, balconista de armazém, auxiliar de estudos, cobrador, repórter de carnaval, apresentador e redator.
Ainda adolescente, junto com colegas e amigos, formou o Grupo Gente Nova, que além de editar um jornal com artigos e resenhas dirigidas ao público jovem, apresentava músicas e comentários na Rádio São Miguel, de Uruguaiana. 

Durante o ensino superior, foi ator de teatro universitário e participou de um grupo de estudantes que publicava jornais alternativos. Fez parte do movimento estudantil e do Grupos de Jovens da Diocese de Santa Maria. Neste época também, começou a participar, como letrista, de festivais de música. 
Trabalhou ainda como voluntário na alfabetização de adultos e como professor do ensino médio e superior.Foi um dos fundadores da Associação de Docentes da Unisinos e militou na reconstrução do Sindicato de Professores do Rio Grande do Sul.

## Participação em entidades públicas
Entre 1974 e 2002, trabalhou na Assembléia Legislativa do RS, desenvolvendo atividades de assessoramento técnico-jurídico na área de ciência política.  
Foi secretário adjunto da Secretaria da Cultura do RS entre 2002 e 2003. Foi ainda membro do Conselho Estadual de Cultura, tendo exercido os cargos de presidente, vice-presidente e secretário-geral.  

## Atividades culturais e literárias
Em 1981, Dilan foi um dos fundadores da Associação Gaúcha de Escritores (AGES) e seu primeiro presidente. Foi também secretário-geral da associação, tendo representado a entidade em eventos no Brasil e exterior.
Criou e coordenou a Oficina de Poesia do Instituto Fernando Pessoa, 
É membro da Associação Nacional de Escritores e Ilustradores de Literatura Infantil (AEILij).

## Atuação com educador e divulgador da literatura
Dilan tem intensa atuação como divulgador da literatura, especialmente para crianças e jovens, participando de eventos literários em escolas, universidades, programas de leituras e feiras do livro, em diversas cidades do Rio Grande do Sul, sempre interagindo com o público leitor. É apoiador e patrono de muitas escolas públicas em diferentes cidades do Estado.
Em minha escrita, me esforço para escrever literariamente sobre todos os temas, dentro do universo de vivência e de capacidade cognitiva das crianças, respeitando sempre a estatura moral e psicológica que um adulto deve manter em relação às crianças e ao seu mundo infantil. 
Foi autor participante, por vários anos, do Projeto Adote um Escritor da Prefeitura Municipal de Porto Alegre e da Câmara Rio-Grandense do Livro. Participa também do Projeto Uni Duni Ler, em Brasília, coordenado pela escritora Alesandra Roscoe. Apresentou o programa Autores e Livros pela TV Assembléia (RS).
Dilan é frequentemente convidado a participar como patrono ou jurado de eventos e prêmios literários. Em 2005, foi jurado do Prêmio Nacional de Contos Josué Guimarães. Em 2015, a Câmara Riograndense do Livro nomeou-o patrono da 61ª Feira do Livro de Porto Alegre.

 
Em 2021 foi patrono do Prêmio Minuano de Literatura.

Em 2022, foi patrono da 29ª Feira do Livro de Morro Reuter. 
 Foi ainda jurado, por duas edições, do Prêmio RGE/Governo do Estado de Cinema Gaúcho.

## Publicações
Como escritor, Dilan publicou diversos livros de poesia, contos, literatura infantojuvenil e teatro, incluindo, dentre outras, as seguintes obras:
- Em mãos (1976, coletânea poética)
- Na mesma voz (1981)
- Sopro nos Poros (1985)
- O vampiro Argemiro (1993)
- Poesia fora da estante (1995)
- Eu pessoa, pessoa eu (como organizador)
- Poesia e cidade- Antologia (1997, como organizador)
- Bamboletras (1998)
- A fala de Adão (2000)
- O embrulho do Getúlio (2000)
- Antologia do Sul - Poetas Contemporâneos do RS (2007, como organizador)
- Poeplano (2010)
- Diário sem data de uma gata (2010)
- É verdade! É mentira! (2011)
- Com afeto e alfabeto (2012)
- O Man e o Brother (2012, coletânea de contos)
- Coletânea de poesia gaúcha contemporânea (2013, como organizador)
- Um caramelo amarelo camarada (2014)
- Álbum da Fé-Li-Cidade (2014)
- Rimas pra cima (2014)
- A família livro (2015)
- Che piá, o Rio Grande dos pequerruchos (2016)
- Brincriar (2017)
- A cidade dos ventos (2018)
- Invenções e invencionices (2020)
- Uma escada de areia até o céu (2022)
- Pequenos tangos, males de amor (2024)
- Amor – Salvar Como?  (2024)
- Palavras pra lá de engraçadas (2024)
- Sob as águas, sobre a esperança - antologia poética sobre as enchentes no RS, como coorganizador (2024)
- Frutos da imaginação (2025)

Dilan publica regularmente artigos, poemas e contos em jornais da capital e e do interior do RS e contribui para  revistas literárias digitais, como a “SEPÉ” editada pelo escritor Lucio Carvalho e “Paranhana Literário” editada pelo jornalista e escritor Doralino Souza. 
Em 2014 estreou em Porto Alegre o espetáculo musical infantil “Cantos di Linho e di Lã” com roteiro de poemas de sua autoria.  
Dois de seus livros infantis foram selecionados para o Catálogo da Feira do Livro de Bolonha, Itália.

## Música popular
Como letrista, Dilan teve quase uma centena de músicas gravadas por diferentes intérpretes. Desenvolveu inúmeras parcerias com compositores proeminentes de música nativista gaúcha. Como exemplos, foi parceiro nas músicas “Pra Onde Ir?”, "Primavera Rural" e “Abrindo Caminhos", com Celso Bastos; “Pampa Pietá”, "Sol dos Nascimentos" e “Rio das Lágrimas”, com Newton Bastos; “Milonga da Coragem”, com Lenin Nuñes; “Despedida”, com Dado Jaeger; “Fronteiras”, com Alejandro Massiotti, “Somos nós”, com Vinícius Brum; “Milonga das Quatro Luas”, com Elton Saldanha; “Cancha Livre”, com Pedro Guerra; “Boi Morto” e “Terra sem Males”, com o Grupo Status, e “Frágil”, com Plínio Salles. Foi também o autor da letra da música “Diário”, composta por Paulo Nascimento e gravada por Ney Matogrosso, tema do filme Diário do Novo Mundo, protagonizado por Daniela Escobar e Edson Celulari. Neste filme, trechos de seu poema “Paisagem” foram recitados por Ney Matogrosso.
Recebeu, especialmente na categoria de melhor letra, prêmios em diferentes festivais de música nativista e popular no Rio Grande do Sul e outros Estados do Brasil, dentre eles o Musicanto Sul-Americano de Nativismo de Santa Rosa; Califórnia da Canção Nativa de Uruguaiana; Coxilha Nativista de Cruz Alta; Guyanuba da Canção Nativa, de Sapucaia do Sul; Seara da Canção, de Carazinho; Vigília do Canto Gaúcho de Cachoeira do Sul; Vindima, de Flores da Cunha; Escaramuça da Canção, de Triunfo; Feitoria, de São Leopoldo; Moenda da Canção, de Santo Antonio da Patrulha; e Sapecada da Canção, de Lages, Santa Catarina.

## Participação política
Durante a época da ditadura militar brasileira, Dilan participou do partido MDB, que então representava um espaço de legalidade em um contexto de repressão social e política. Neste contexto, envolveu-se no intenso trabalho de aglutinação de pessoas para reorganização da sociedade e entidades civis.
Neste período ainda, com vários colegas das artes plásticas, música e literatura do RS, Dilan teve atuação no movimento em defesa da cultura, participando de uma cooperativa de escritores, do Instituto de Estudos Políticos, Econômicos e Sociais da Assembleia Legislativa do Estado, e da organização de diversos eventos culturais. 
Desde 2020, Dilan participa de um grupo chamado Despolarizados, que promove discussões, palestras e debates focados na defesa do estado de direito no Brasil e na busca do diálogo democrático, a despeito do acirramento das divergências ideológicas.

## Premiação
- Prêmio Henrique Bertaso da Câmara Rio-grandense do Livro, 1993
- Prêmio APCA de Melhor Livro de Poesia, 1995
- Prêmio Odylo Costa de Melhor Livro de Poesia da Fundação Nacional do Livro Infantil e Juvenil (FNLIJ) 1995
- Troféu Palavra Viva da Sintrajuf, 2012
- Prêmio Tibicuera (categoria Reverlação) de Teatro Infantil da Prefeitura Municipal de Porto Alegre, 2014
- Medalha do Mérito Farroupilha, 2015
- Medalha Simões Lopes Neto, 2015.